# Aron (Mayenne)
Aron település Franciaországban, Mayenne megyében. Lakosainak száma 1830 fő (2022. január 1.). Aron La Bazoge-Montpinçon, Belgeard, Champéon, Grazay, Jublains, Marcillé-la-Ville, Mayenne és Saint-Fraimbault-de-Prières községekkel határos.

## Népesség
A település népességének változása:
| Lakosok száma | 1056 | 1293 | 1378 | 1698 | 1756 | 1773 | 1803 | 1819 | 1827 | 1830 |
|               | 1968 | 1982 | 1990 | 2006 | 2013 | 2015 | 2017 | 2019 | 2020 | 2022 |